# East Thornton
East Thornton var en civil parish 1866–1955 när det uppgick i Hartburn, i grevskapet Northumberland i England. Civil parish var belägen 8 km från Morpeth och hade 33 invånare år 1951.